# Pápai Gazdasági Titkárság
A Pápai Gazdasági Titkárság (latinul: Secretaria Sanctae Sedis rebus oeconomicis praeposita), a Római Kúriának a Pápai Államtitkársággal jogilag egyenrangú hivatala, mely elsődlegesen gazdasági kérdésekkel foglalkozik.
|

## Története és feladatköre
A Pápai Gazdasági Titkárságot Ferenc pápa Fidelis dispensator et prudens kezdetű motu propriójával alapította meg 2014. február 24-én, amikor egyesítette az addigi Gazdasági Ügyek Prefektúrájának és az addig szintén gazdasági-adminisztrációs kérdésekkel foglalkozó 15 fős bíborosi tanácsnak (Cosea) a funkcióit. Szintén ez a titkárság vette át  Vatikánváros Kormányzóságának, illetve a Népek Evangelizációjának Kongregációjának gazdasági kérdéseinek ellátását.
Feladata, hogy kidolgozza Vatikán éves költségvetését és gazdasági irányelveit. A titkárság emellett kidolgozta pénzügyi igazgatás politikájának új kézikönyvét, mely 2015. január 1-jén lépett hatályba.

## Vezetése
| Fénykép | Név, beosztás                      | Országa       | Kinevezés dátuma   |
| ------- | ---------------------------------- | ------------- | ------------------ |
|         | Juan Antonio Guerrero SJ prefektus | Spanyolország | 2019. november 14. |
|         | Reinhard Marx bíboros koordinátor  | Németország   | 2014. március 8.   |

### További bíboros tagok
- Juan Luis Cipriani Thorne
- Daniel DiNardo
- Wilfrid Napier
- Jean-Pierre Ricard
- Norberto Rivera Carrera
- John Tong Hon